# (759) Vinifera
(759) Vinifera ist ein Asteroid des Hauptgürtels, der am 26. August 1913 vom deutschen Astronomen Franz Kaiser in Heidelberg entdeckt wurde.
Benannt wurde der Asteroid nach Vitis vinifera, der lateinischen Bezeichnung der Weinrebe.
Weitere Bahnparameter sind:
- Länge des aufsteigenden Knotens: 318,552°
- Argument des Perihels: 1,024°